# 哈斯巴根
哈斯巴根（1946年—），内蒙古突泉县人，蒙古族，中华人民共和国政治人物、第十一届全国人民代表大会内蒙古地区代表。

## 生平
毕业于北京钢铁学院有色专业，是中共党员。2008年，担任全国人大常委会委员、全国人大常委会代表资格审查委员会委员、全国人大民族委员会副主任委员。